# Marcos Huby
Marcos Huby fue un futbolista peruano. Jugaba como arquero y se desempeñó en clubes de la Primera División del Perú.

## Trayectoria
Se inició en clubes de Lima a fines de los años 20 como el Sportivo Unión y el Club Alianza Lima.Para luego continuar en clubes del Callao, como el Club Atlético Chalaco y el Sport Boys Association.

## Selección nacional
Fue internacional con la Selección de fútbol del Perú en un partido durante el Campeonato Sudamericano 1937. Hizo su debut el 6 de enero de 1937 ante Uruguay.

### Participaciones en Copa América
| Copa América      | Sede | Resultado |
| ----------------- | ---- | --------- |
| Copa América 1937 | Perú | Sexto     |

## Clubes
| Club                         | País | Año       |
| ---------------------------- | ---- | --------- |
| Sportivo Unión               | Perú | 1929-1930 |
| Club Alianza Lima            | Perú | 1931      |
| Sportivo Unión               | Perú | 1932      |
| Alianza Frigorífico Nacional | Perú | 1933-1934 |
| Sportivo Tarapacá            | Perú | 1935      |
| Club Atlético Chalaco        | Perú | 1936-1938 |
| Mariscal Sucre               | Perú | 1939-1940 |
| Sport Boys Association       | Perú | 1940-1941 |